# Буркард III фон Фалкенщайн
Буркард III фон Фалкенщайн (на немски: Burchard III von Valkenstein; * ок. 1145; † сл. юни 1179) е граф на замък Фалкенщайн (1160) в Харц.

## Произход
Той е син на граф Бурхард II фон Конрадсбург и Фалкенщайн „Млади“ († сл. 1155) и съпругата му Бия фон Аменслебен (* ок. 1121), сестра на граф Ото фон Аменслебен-Хилерслебен († 1152/1154), дъщеря на граф Мило фон Аменслебен (* ок. 1095) и Луитбирг Хилерслебен († сл. 1148). Внук е на Егено II фон Конрадсбург (* ок. 1093). Правнук е на Буркард I фон Конрадсбург (* ок. 1067) и праправнук на Егено I фон Конрадсбург († сл. 1076). През 1142 г. баща му Бурхард II фон Конрадсбург „Млади“ започва да се нарича „фон Фалкеншайн“.

## Фамилия
Буркард III фон Фалкенщайн се жени за жена от Мансфелд (* ок. 1147). Те имат децата:
- Дитрих фон Фалкенщайн († сл. 1174)
- Буркард фон Фалкенщайн († сл. 1179)
- Ото I фон Фалкенщайн (* ок. 1171; † 1208), граф на замък Фалкенщайн, има три деца